# Paul Kelly (gangster)
Francesco Paolo Antonio Vaccarelli, beter bekend onder het pseudoniem Paul Kelly (Pietrapertosa, 23 december 1876 - New York, 3 april 1936) was een Italiaans-Amerikaanse gangster. Hij was de oprichter van de Five Points Gang, de grootste en beruchtste bende die ooit bestaan heeft in New York. Veel leden die Kelly persoonlijk naar de bende toe haalde, zoals Johnny Torrio, Al Capone, Lucky Luciano, Meyer Lansky, Bugsy Siegel en Frankie Yale, werden later allemaal topfiguren in de maffia.